# Buseck (Adelsgeschlecht)

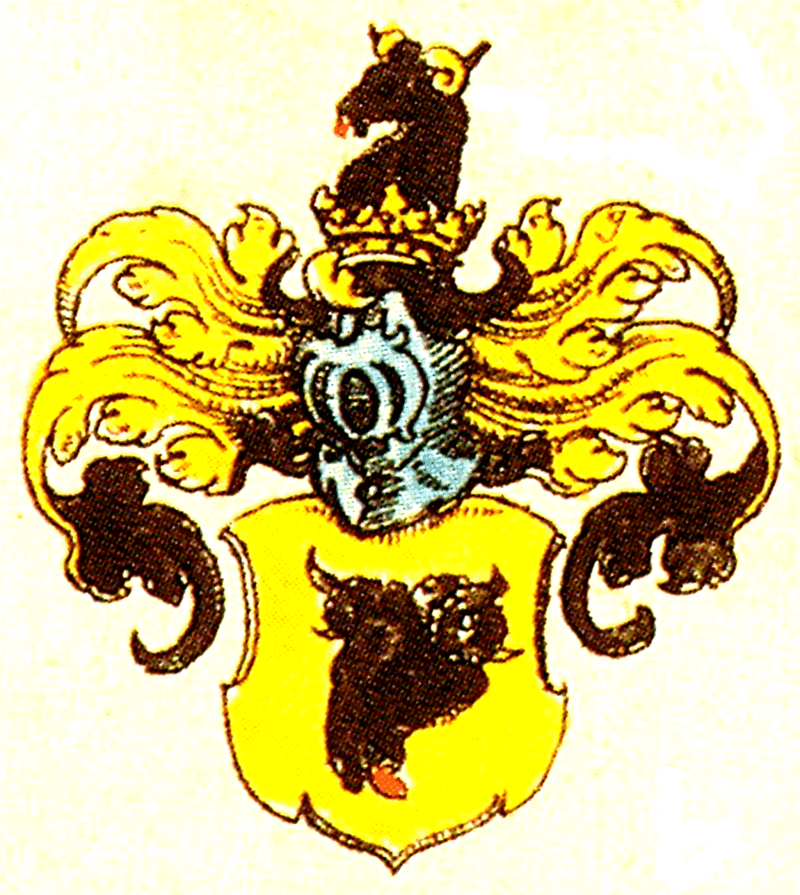
Wappen derer von Buseck

Buseck ist der Name eines alten Lahngauer Adelsgeschlechts, dessen erste Vertreter Siboldus und Themarus de Buchsecke urkundlich im Jahr 1152 genannt werden. Im 14. Jahrhundert waren Familienmitglieder Burgmannen in Gießen, sowie auf dem Gleiberg, Vetzberg und dem Kalsmunt. Im Jahr 1806 kam das Busecker Tal, das bis dahin Reichslehen der Ganerben von Buseck und von Trohe (im Mannesstamm ausgestorben 1641) gewesen war, zum Großherzogtum Hessen, an das die Familie die Gerichtsbarkeit (seit 1806 Patrimonialgerichtsbarkeit) im Jahr 1827 abtrat. Die Linie zu Alten-Buseck gehört der heute noch bestehenden Althessischen Ritterschaft an.

## Adelserhebungen
- Die großherzoglich hessische Genehmigung zur Führung des Freiherrntitels für das Gesamtgeschlecht wurde am 18. Februar 1809 in Gießen erteilt.[1]
- Die Immatrikulation im Königreich Bayern bei der Freiherrnklasse erfolgte am 6. September 1813 für Leopold Christoph Freiherr von Buseck zu Forstlahm, vormals kurfürstlich mainzischer Generalleutnant und Kammerherr, fürstbischöflich bambergischer Geheimrat und Oberamtmann zu Marloffstein.
- Die königlich sächsische Anerkennung des Freiherrnstandes am 19. September 1902 in Dresden mit Eintragung ins königlich sächsische Adelsbuch am 4. November 1903 erhielt Friedrich Ferdinand Rudolf Freiherr von Buseck, vormals Gutsbesitzer in Österreich.

## Wappen
Das Wappen zeigt in Gold einen gold-gehörnten schwarzen Widderkopf mit roter Zunge. Auf dem Helm mit schwarz-goldenen Decken der Widderkopf wachsend zwischen einem offenen roten Flug, belegt mit einem in drei Reihen von Schwarz und Silber geschachten und von einem dreilatzigen Turnierkragen überhöhten Balken.

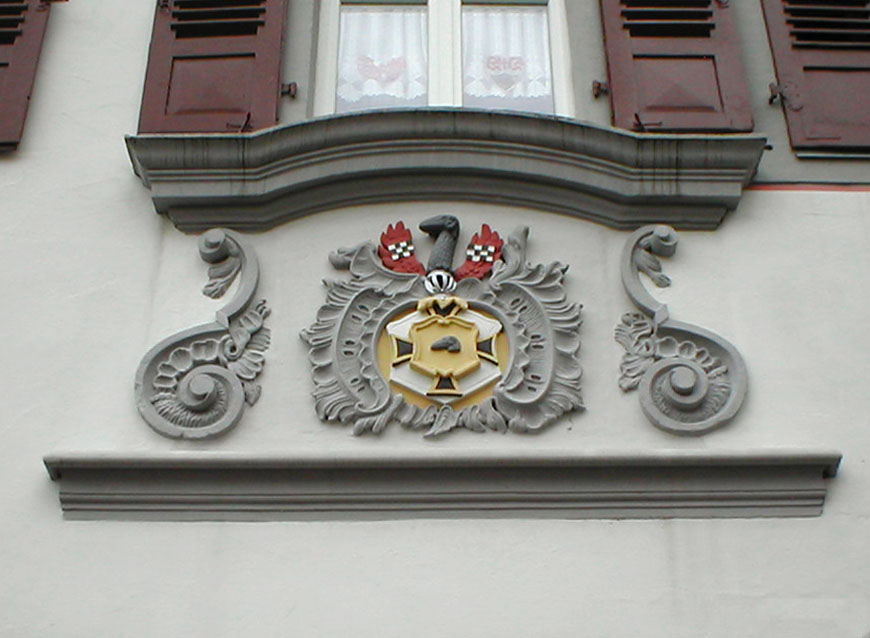
Wappen des Johann Christoph von Buseck (1687–1759), Deutschordenskomtur, an der ehemaligen Bannwirtschaft des Deutschen Ordens in Gundelsheim
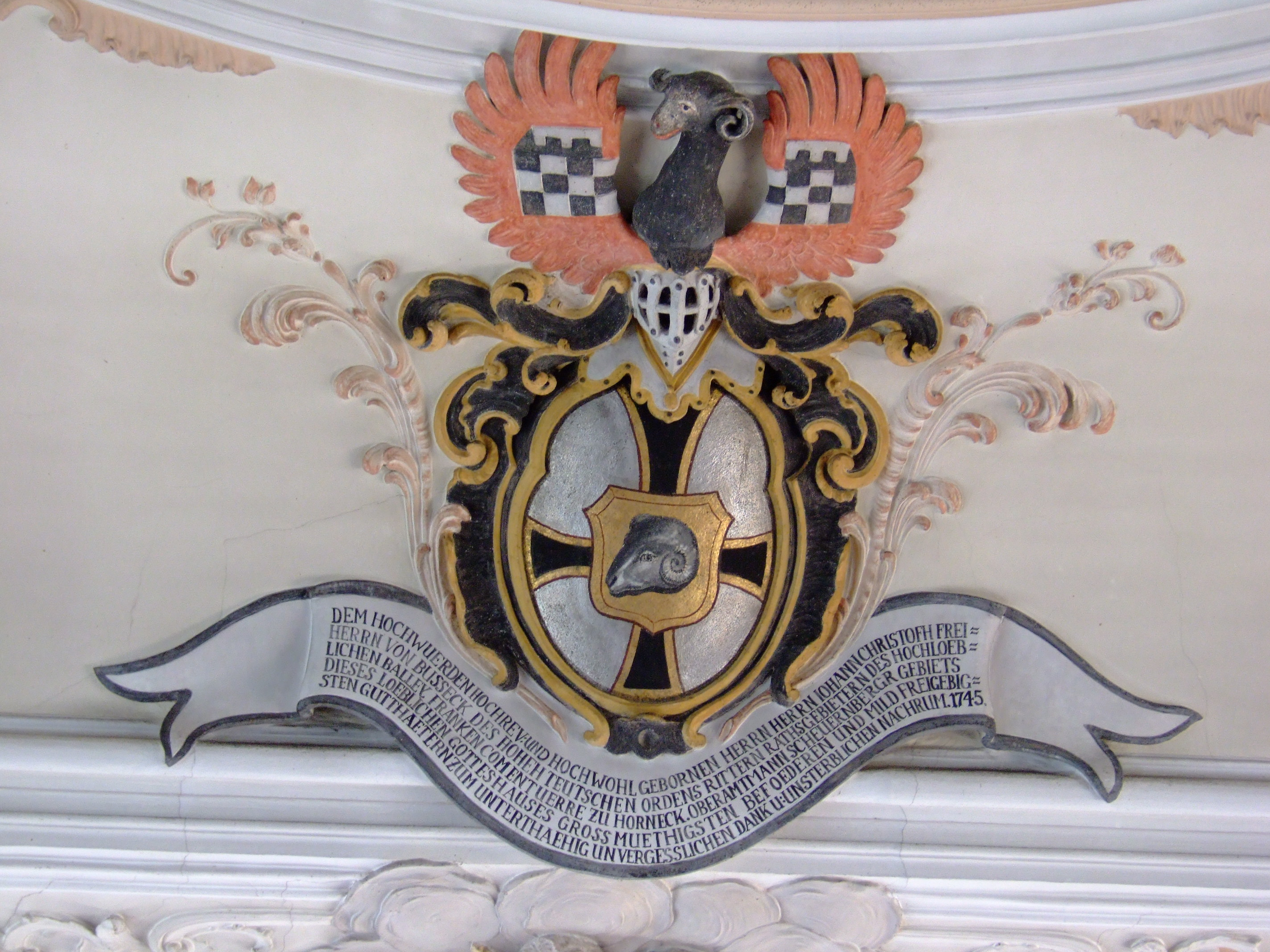
Wappen von Johann Christoph von Buseck in der Kirche „St. Remigius“ in Dahenfeld

## Familienzweige
Die Familie, die großen Besitz vor allem an der oberen Lahn und in der Wetterau hatte, wird in verschiedene Zweige mit zum Teil eigenen Beinamen unterteilt:

### von Buseck (ohne Beinamen)
oder gelegentlich mit dem Zusatz „zu Alten-Buseck“. Der Zweig besteht noch heute in Bayern, in Österreich und in Amerika fort. Genealogisch lässt sich die Linie sicher bis auf Ulrich von Buseck, Burgmann auf der Kalsmunt bei Wetzlar zurückverfolgen, welcher 1369 erstmals erwähnt wird. Die Linie von Buseck zu Eppelborn zweigt von der Alten-Busecker Linie ab.
- Ein weiterer Zweig dieser Hauptlinie existierte nur wenige Generationen im 17. Jahrhundert unter der Bezeichnung von Buseck zu Beuern, benannt nach den Gütern in Beuern im Busecker Tal.

### von Buseck genannt Rüsser

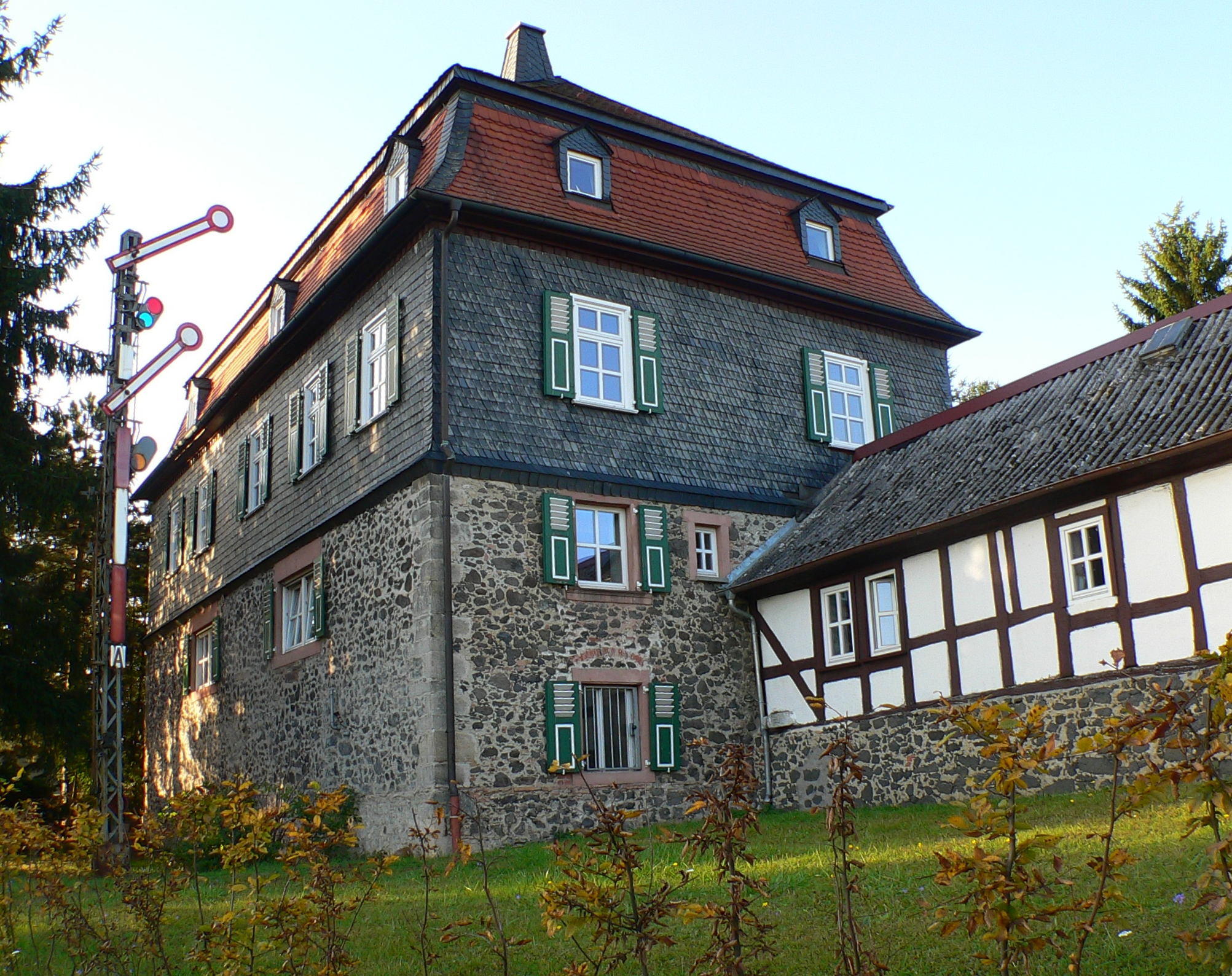
Hofburg in Alten-Buseck

Ist im Mannesstamm 1575 mit dem Tod Hartman von Buseck genannt Rüsser erloschen. Das Stammhaus der Familie war die Hofburg in Alten-Buseck. Bereits im Jahre 1265 wurde ein Ruser [v. Buseck] genannt. Ein Gerhard Ruser von Buseck wurde im Dezember 1466 von einem Lehnsgericht der hessischen Ritterschaft wegen Mord, Meineid und Schafdiebstahl angeklagt und schuldig befunden.

### von Buseck genannt Brand

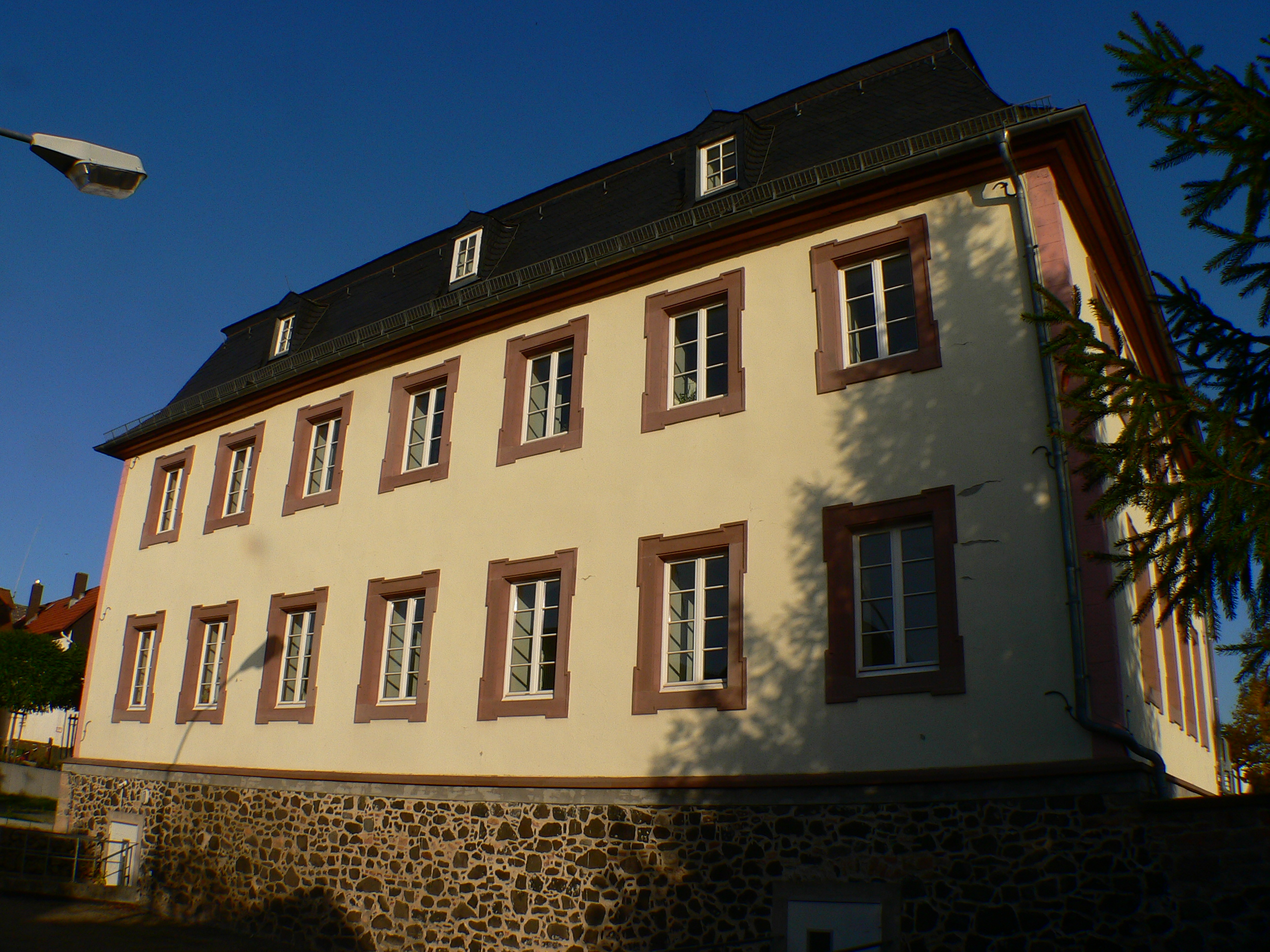
Brandsburg in Alten-Buseck

Ist im Mannesstamm 1813 mit dem Tod Friedrich Ludwig Joseph von Buseck genannt Brand erloschen. Das Stammhaus der Familie war die Brandsburg in Alten-Buseck. Zu diesem Lehen des hessischen Landgrafen gehörte auch ein Hof in Beuern, der später an den Zweig derer von Buseck zu Beuern verkauft wurde. Die Familie starb im Grunde bereits Ende des 14. Jahrhunderts aus. Hildegard von Buseck genannt Brand, die Erbtochter Ludwig von Busecks genannt Brand, heiratete jedoch ihren Verwandten Walter von Buseck und die Nachfahren dieser Ehe erneuerten den Namen von Buseck genannt Brand.
- Ein weiterer Zweig der Familie von Buseck genannt Brand ist ab 1534 in Schönecken belegt. Ein genealogischer Anschluss an den Zweig im Busecker Tal ist zurzeit nicht möglich, eine Überprüfung vorhandener Siegelabdrücke belegt den Zusammenhang aber eindeutig. Der Zweig in Schönecken legte später die Bezeichnung von Buseck ab und nannte sich nur noch Brand. Die letzte bekannte Erwähnung dieses Familienzweiges stammt aus dem Jahr 1731.

### von Buseck genannt Münch
Ist im Mannesstamm 1750 mit dem Tod des Geheimen fuldischen Rates Friedrich Ludwig von Buseck genannt Münch erloschen. Die Familie hatte Besitzungen in Großen-Buseck, darunter auch zeitweilig das Schloss in Großen-Buseck und ein Hofgut in Winnerod, das ihnen zum Schluss als Stammsitz diente.
Eine Tante Friedrich Ludwigs, Magdalene Eleonora von Buseck genannt Münch, war mit Rutger von Ascheberg verheiratet.

### von Buseck zu Eppelborn

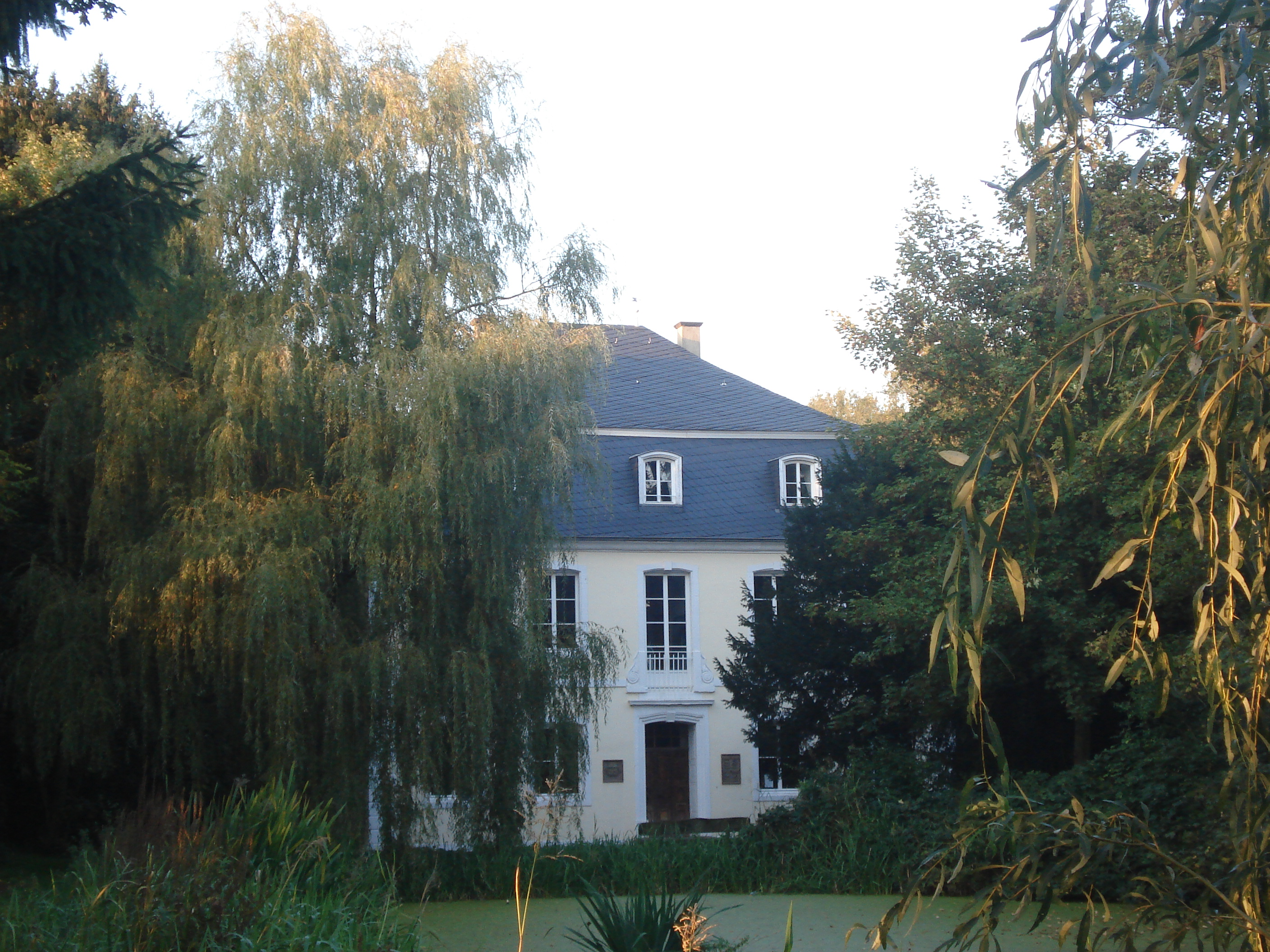
Schloss Buseck in Eppelborn, Saarland

Der katholische oder „Eppelborner Zweig“ ist im Mannesstamm 1909 mit dem Tod des Franz Ferdinand Karl Leopold von Buseck, Priester in Memmelsdorf bei Bamberg, erloschen. Der Familienzweig geht auf die Ehe von Conrad Philipp von Buseck (* 1632; † 1673) mit Maria Margaretha von Löwenstein zu Randeck zurück. Maria Margaretha brachte die Herrschaft Eppelborn mit in die Ehe, in der das Ehepaar sich ansiedelte und nach der die Nachfahren benannt wurden.

### Buseck in Amerika
Im Jahre 1832 ging Karl Philipp Wilhelm von Buseck mit 2 Söhnen nach Amerika. Ihm folgten später seine Frau und weitere Kinder. Während Karl Philipp Wilhelm vor seinem Tod nach Deutschland zurückkehrte, siedelten sich seine Kinder im Gebiet von Erie/Pennsylvania an. Der Zweig legte sein Adelsprädikat ab und besteht bis heute fort.

### Namensträger ohne Adelsprädikat
Erhard Busek – ein österreichischer Politiker, seine Familie wanderte während der Religionskriege nach Böhmen aus –, und man musste dort das „C“ entfernen um den Klang des Namens zu erhalten. Eine Abstammung vom Adelsgeschlecht von Buseck ist ungeklärt.
Zudem gibt es einen erbländisch österreichischen Adelsstand mit dem Namen Busek. Das Diplom wurde 1810 für Franz Busek, Platzhauptmann zu Wien ausgestellt.
Seit dem 15. Jh. finden sich auch nichtadelige Namensträger. Besonders im Raum Frankfurt am Main und Wetzlar, später auch in den Niederlanden.

## Namensträger

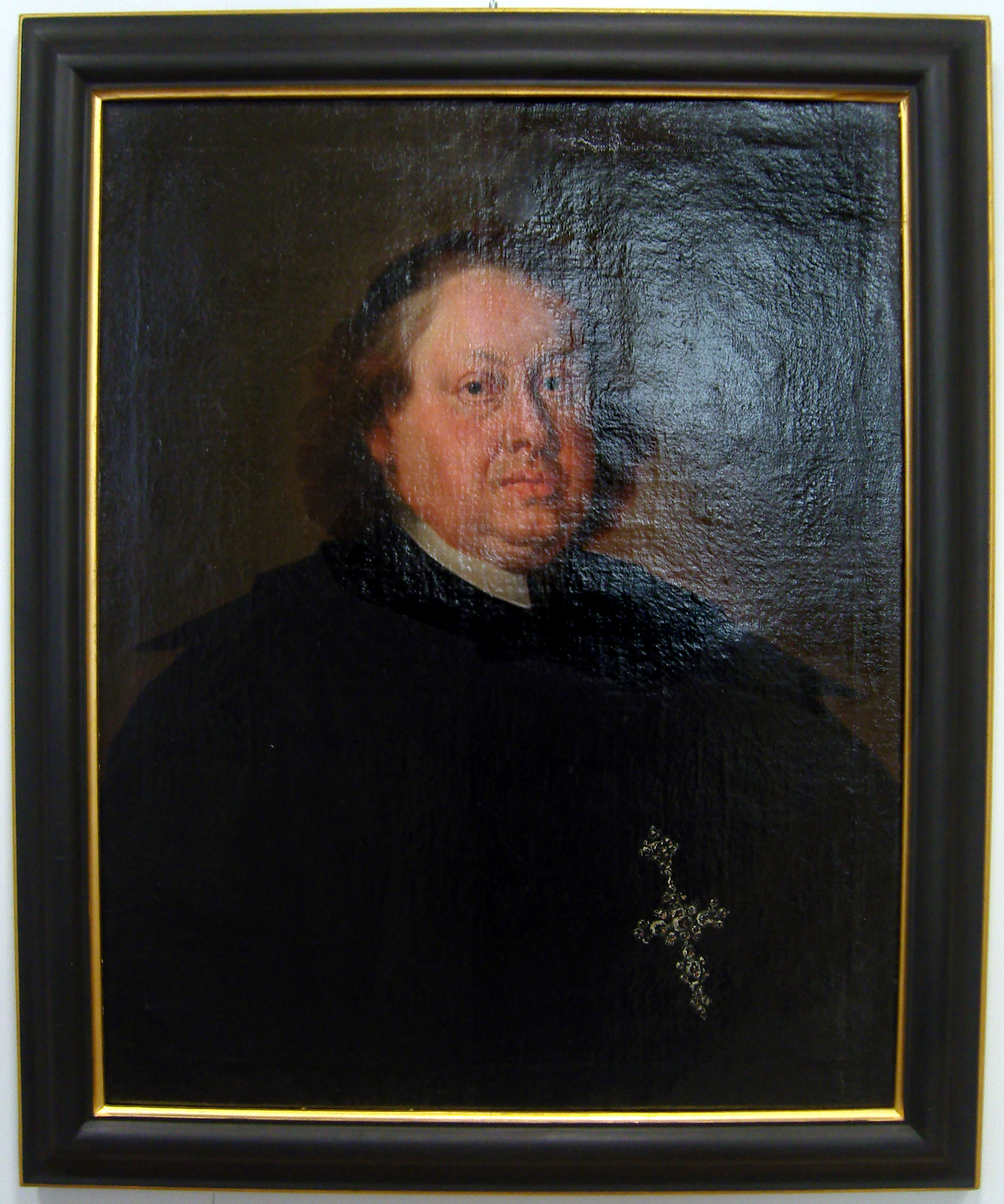
Amand von Buseck (1685–1756), erster Fürstbischof von Fulda

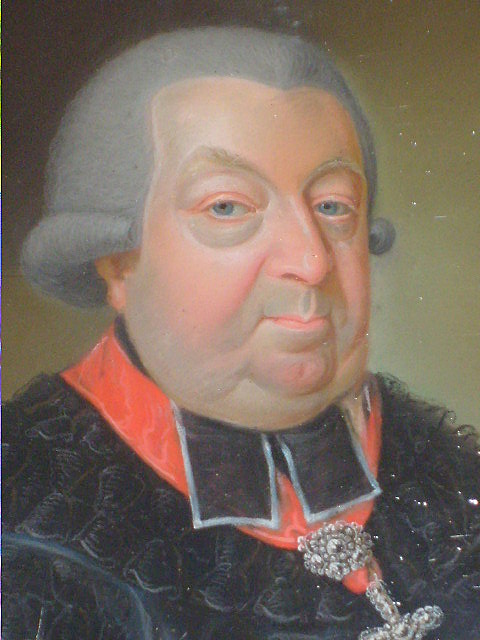
Christoph Franz von Buseck (1724–1805), letzter Bamberger Fürstbischof, Pastell von J.B. Hirschmann, 1795

- Amand von Buseck (1685–1756), Fürstbischof von Fulda
- Bonifatius von Buseck (1628–1707), ab 1656 Propst in Johannesberg bei Fulda
- Carl von Buseck (1799–1870), Abgeordneter des Landtags des Großherzogtums Hessen im Jahr 1832–1833
- Christoph Franz von Buseck (1724–1805), letzter Fürstbischof von Bamberg
- Ernst Johann Philipp Hartmann von Buseck (1686–1754), Geheimer Rat in Fulda,
- Friedrich Ludwig von Buseck genannt Münch (1674–1750), Geheimer fuldischer Rat
- Gilbrecht von Buseck, auch Gylbertus de Busseck (um Januar 1493[6]), Student (Biennium studii) in Heidelberg, Mainzer Domherr,[7] Gönner von Jakob Köbel[8]
- Johann Christoph von Buseck (1687–1759), Deutschordenskomtur in Gundelsheim, sein Grabmal befindet sich in der dortigen Stadtpfarrkirche St. Nikolaus
- Josef von Buseck (1736–1798), Fürstlich-bambergischer Geheimrat
- Karl Philipp Wilhelm von Buseck (1776–1852) Abgeordneter des ersten Landtags des Großherzogtums Hessen im Jahr 1820–1824
- Karl Theodor von Buseck (1803–1860), Maler
- Leopold Christoph von Buseck (1739–1813), mainzischer Generalleutnant und Kammerherr, bambergischer Geheimrat und Oberamtmann